# Йохан Антон фон Фрайберг
Йохан Антон фон Фрайберг (на немски: Johann Anton Freiherr von Freyberg; * 22 септември 1767 в Йопфингер в Баден-Вюртемберг; † 23 декември 1847 в Ансбах в Бавария) от род Фрайберг е фрайхер на Фрайберг в Баден-Вюртемберг.
Той е вторият син на фрайхер Йохан Франц Клаудиус Йозеф фон Фрайберг (1701 – 1775) и първата му съпруга Мария София Барбара Райхлин фон Мелдег. Брат е на Франц Йозеф фон Фрайберг (1744 – 1772). Баща му Йохан Франц Клаудиус Йозеф фон Фрайберг се жени втори път за фрайин Мария Анна Терезия Франциска Шенк фон Щауфенберг (1737 – 1784).
Замъкът Фрайберг е унищожен през 1520 г. От 16 век фамилията фон Фрайберг притежават Йопфингер в Баден-Вюртемберг и го продават през 1809 г. на князете фон Турн и Таксис.

## Фамилия
Йохан Антон фон Фрайберг се жени за фрайин Алойзия фон Ридхайм (* 10 май 1775, Ойразбург; † 1 юли 1812, Ансбах). Те имат шесет деца:
- Бенедикт фон Фрайберг (* 11 януари 1798, Арберг; † 18 февруари 1874, Мюнхен), женен за Каролина фон Ашеберг (* 28 януари 1808; † 1 март 1861, Ансбах); имат една дъщеря и два сина
- Каролина фон Фрайберг
- Елеонора фон Фрайберг
- Максимилиана фон Фрайберг
- Алойзия фон Фрайберг
- Райнхард фон Фрайберг

Йохан Антон фон Фрайберг се жени втори път на 21 януари 1813 г. в Ансбах за фрайин Йозефа Виоланда Мариана Елизабет фон Гумпенберг (* 8 ноември 1779, Регенсбург; † 11 януари 1851, Ансбах), дъщеря на Максимилиан Йозеф Йохан Франц Ксавер Франц фон Паула фон Гумпенберг (1746 – 1803) и втората му съпруга Шарлота Йохана Мариана фон Вернек († 1800). Те имат три деца:
- Лудвиг фон Фрайберг (* 25 ноември 181, Ансбах; † 24 ноември 1882, Мюнхен), женен за Анна Фукс (* 25 август 1834, Мюнхен; † 12 юни 1917, Мюнхен); нямат деца
- Александер фон Фрайберг (* 2 април 1821, Ансбах; † 20 октомври 1894, Мюнхен), женен за фрайин Текла фон Фрайберг-Айзенберг (* 8 май 1830, Мюнхен; † 3 декември 1914, Мюнхен); имат две дъщери и един син
- Франциска фон Фрайберг